# MAN SG 220
Az MAN SG 220 az MAN SE 1978-ban bemutatott autóbusztípusa.

## MAN SG 220
1978-ban mutatták be, mint az MAN SG 192 utódját. Ez volt az utolsó olyan típus Németországban, amit városi kialakításban padló alatti motorral szállítottak. A típusból létezett városi és elővárosi kivitel is ez utóbbi 18 m hosszú volt. 1980-ban megjelent az utódja a farmotoros MAN SG 240 H. A típus Németországi gyártása 1983-ban állt le. A típusból létezett jobbkormányos kivitel melyek Ausztráliába készültek.

### SG 220-asok Magyarországon
Magyarországra a típus behozatala a szóló MAN SL 200-asokkal ellentétben nem volt annyira jellemző. Menetrend szerinti forgalomban néhány darab a Hajdú Volánnál közlekedett Debrecen helyi járatán, egy magántulajdonú példány pedig Dunaharaszti helyi járatán közlekedett.

## Saviem SG 220

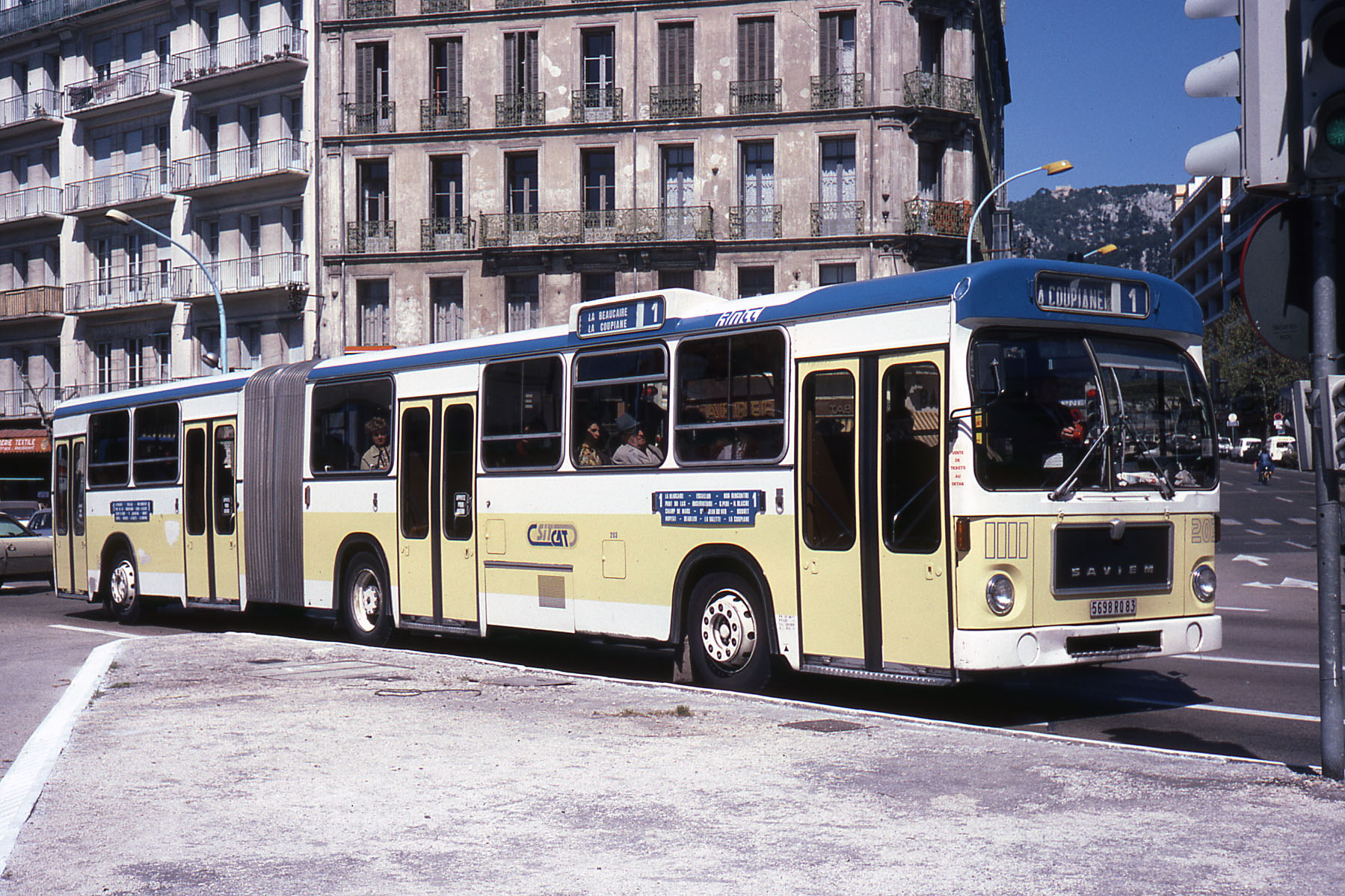
Saviem SG 220-as Toulon-ban.

A francia Saviem készített 1978 és 1981 között a francia igényeknek megfelelő autóbuszokat amelyek 2-2-2-2-es ajtóelrendezéssel rendelkeztek.

## MAN / AM General SG-220
Az Egyesült Államokba is 1978 és 1980 között szállított az MAN több autóbuszt. Ezek MAN / AM General SG-220 típusjelzés alatt készültek. Amerikai igényeknek megfelelően masszívabb lökhárítókkal, hosszabb távú utazásra alkalmas ülésekkel lettek szerelve 2-2-2-0 illetve 2-0-2-0 ajtóelrendezéssel volt rendelhető. A típusból Seattle városába, Phoenix-be, és Pennsylvania államba, helyközi forgalomba a PA Transithoz kerültek.

## MAN SG 220 Törökországban
1986-1987 között Törökországban készült İETT részére 184 db. Az autóbuszok isztambuli igényeknek megfelelően ráncajtókkal és 2-2-2-2-es ajtóelrendezéssel, tolóablakokkal, készültek. Mai napig is 167 db van állományban ezek nagy része fel lett újítva.

## Avtomontaža

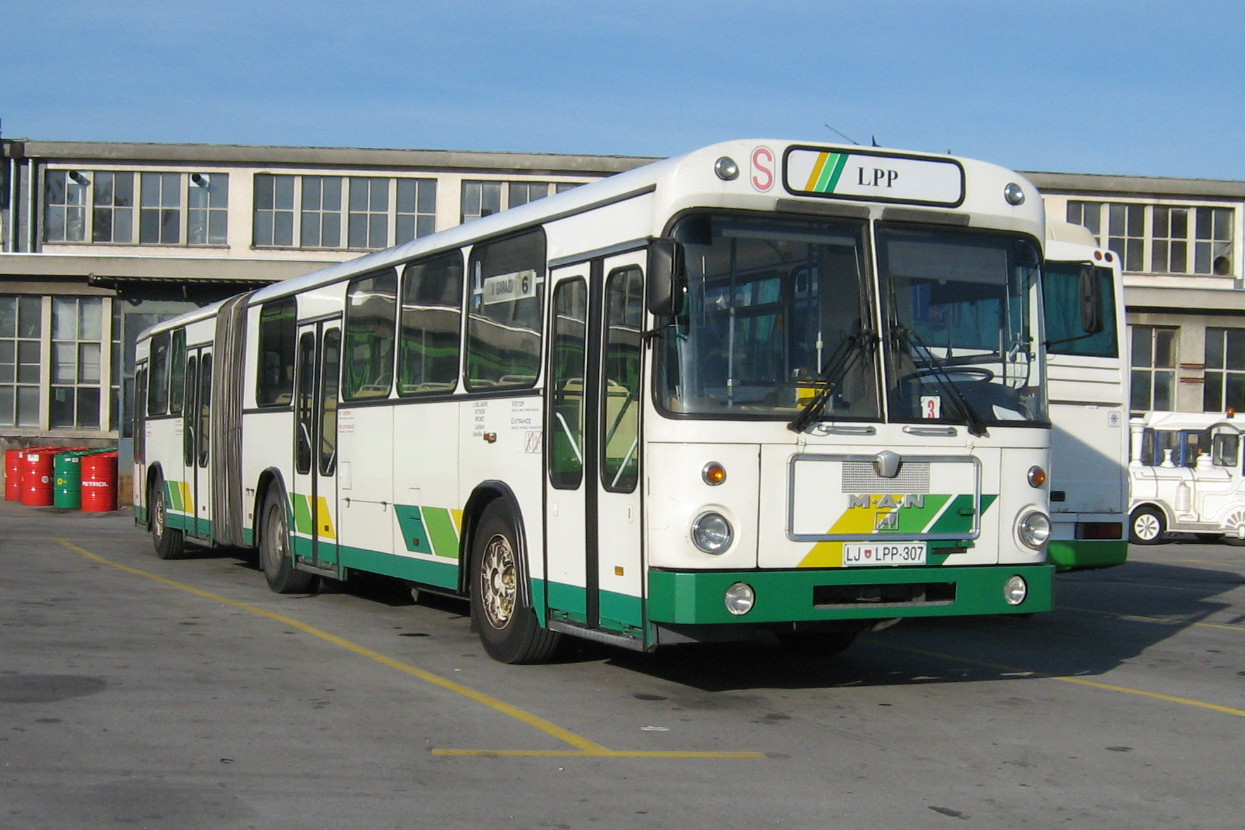
Szlovén gyártmányú MAN SG 220 Ljubljanában.

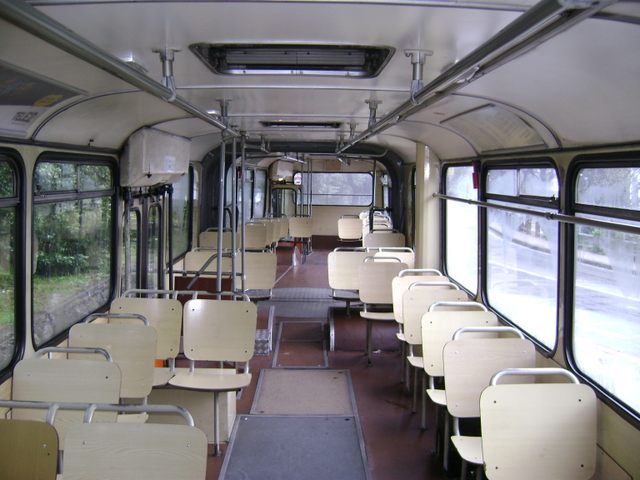
Szlovén gyártmányú MAN SG 220 utastere.

A szlovén Avtomontaža gyárban a Jugoszláv igényeknek megfelelően lettek legyártva. 1979-1991 között volt sorozatgyártásban, a hagyományos 2-2-2-0 ajtóelrendezés mellett, 2-2-0-2 illetve 2-2-2-2-es ajtóelrendezésű példányok léteztek. Az autóbusz utasterében a műbőr/szövet üléspadok helyett vasvázra csavarozott farostlemez vagy pedig öntött műanyagülésekkel rendelkeznek, bár néhány helyen komfortérzetett növelendő kárpitozott szivacsot ragasztottak az ülések ülő és hátlapjára, vagy az üléseket kicserélték. Mechanikus és automata sebességváltóval volt rendelhető. Az alábbi városok vásároltak a típusból nagyobb mennyiséget: Ljubljana, Maribor, Koper, Kranj, Zágráb, Pula, Split, Fiume, Belgrád. 

## Fordítás
Ez a szócikk részben vagy egészben  a   MAN SG 220 című német Wikipédia-szócikk ezen változatának fordításán alapul.  Az eredeti cikk szerkesztőit annak laptörténete sorolja fel. Ez a jelzés csupán a megfogalmazás eredetét és a szerzői jogokat jelzi, nem szolgál a cikkben szereplő információk forrásmegjelöléseként.
Ez a szócikk részben vagy egészben  a   MAN SG 220 (Avtomontaža) című szlovén Wikipédia-szócikk ezen változatának fordításán alapul.  Az eredeti cikk szerkesztőit annak laptörténete sorolja fel. Ez a jelzés csupán a megfogalmazás eredetét és a szerzői jogokat jelzi, nem szolgál a cikkben szereplő információk forrásmegjelöléseként.